# Kavajë
Kavajë (in albanese anche Kavaja; in italiano anche Cavaia) è una città e un comune albanese situato nella pianura occidentale della prefettura di Tirana. Confina a 17 km a nord con Durazzo, a 27 km ad est con Tirana e 15 km a sud con Rrogozhinë. Ad ovest sbocca sul Mar Adriatico.
In seguito alla riforma amministrativa del 2015, sono stati accorpati a Kavajë gli ex-comuni di Golem, Helmës, Luz i Vogël e Synej, portando la popolazione complessiva a 40 094 abitanti (dati censimento 2011).

## Etimologia
I primi riferimenti per la città risalgono al XV secolo. Il nome Kavajë è menzionato negli archivi dell'Impero Ottomano dal Registro della Terra del Sangiaccato d'Albania tra il 1431-1432. Nelle mappe latine è menzionata come Cavalli. Kavajë, Kavaja, Kavalje, Kebalion, Cavalha e Cavalli erano nomi con i quali ci si riferiva alla città. La probabile origine del nome deriva dalle parole "ka", in albanese "c'è", e "vaj", "olio".

## Geografia
Kavajë sorge ai margini di una pianura costiera a sud della baia di Durazzo. Il fiume Shkumbini fa da confine naturale a sud con il comune di Lushnjë e la prefettura di Fier.
Si trova ad un'altitudine di 8 m s.l.m. Vanta una linea costiera di 37 km. La sua spiaggia più vasta è Golem, che è anche la località marittima più frequentata dagli albanesi.

## Storia

### Antichità
Gli attuali territori di Kavajë sono stati abitati fin dalla Tarda Antichità. Si pensa che la tribù Illira dei Taulanti costrui la città di Amisa nell'area oggi conosciuta come Zik-Xhafaj, a nord est di Kavajë. 

### Epoca romana
Le terre a nord di Kavajë, al confine con Durazzo, le attuali zone di Golem, Mali i Robit e Shkëmbi i Kavajës furono luogo degli scontri tra Cesare e Pompeo nella Battaglia di Dyrrhachium del 48 a.C..
La città si erge nei pressi della vecchia via Egnatia che collegava Durazzo con Elbasan, Elbasan con Salonicco fino poi arrivare ad Istanbul. 

### Medioevo
La storica Bizantina Anna Comnena nel Alexiad cita l'area con il nome di Kebalion. Dalla seconda metà del 13º secolo fino all'arrivo e stabilizzazione degli Ottomani, buona parte dell'Albania centrale e le sue zone limitrofe furono governate da alcune forti famiglie feudatali. Le due più grandi che governarono Kavajë in questo periodo furono gli Skuraj e i Matrangaj. La famiglia Skuraj, come diretta discendente della dinastia Progoni che fondò il Principato di Arbanon, governò la parte orientale di Kavajë. Il quartiere di Skuraj (Lagja Zguraj) è stato chiamato così dopo che l'omonima dinastia governò la città. 
La famiglia Matrangaj, la più potente dinastia della zona, ebbe il suo centro a Bashtovë. Loro controllavano buona parte della pianura della Myzeqe e la fascia costiera del promontorio di Karpen ad ovest di Kavajë.

### Periodo ottomano
Durante il XVII e XVIII secolo la città assunse importanza sia amministrativamente che come crescita della popolazione, infatti divenne per numero di abitanti il doppio di Durazzo. Lo scrittore e viaggiatore Ottomano Evliya Çelebi riporta che nel 1670 aveva 400 case, 200 negozi, il mercato e le quattro moschee costruite negli anni 1561, 1589, 1625 e 1652. Tutte distrutte nei combattimenti e nelle guerre del XX secolo ad eccezione della Moschea con la torre dell'orologio che si erge sulla principale piazza cittadina.
Kavajë era conosciuta per la lavorazione del vasellame, dei tappeti e del rame.

### Epoca Contemporanea
Allo scoppio della Seconda guerra mondiale, all'incirca 600 Ebrei vivevano in Albania. 400 dei quali erano profughi Tedeschi e Austriaci e il resto da stati confinanti come la Jugoslavia e Grecia. La maggior parte di questi profughi, pressappoco 200 di loro, furono messi in un campo a Kavajë dove trovarono rifugio tra la popolazione locale. 

### Comunismo
In epoca comunista la città divenne un importante centro industriale in Albania. Di seguito l'elenco dei più grandi siti industriali presenti in città: 
- Impianto industriale di produzione di chiodi, bulloni e oggetti metallici (Uzina e Gozhdë-Bulonave). (Inaugurato il 28 Novembre 1963, tecnologia Cinese)
- Fabbrica di Carta (Fabrika e Letrës). (Inaugurato il 28 Novembre 1966, tecnologia Cinese)
- Impianto industriale di produzione di Tappeti e Rame (Ndërmarrja e Prodhimit të Qilimave).
- Fabbrica del Vetro e Ceramica  (Fabrika e Qelqit). (Inaugurato a fine 1970, tecnologia Cinese)
- Fabbrica Alimentare (Fabrika Ushqimore).

La crisi dei primi anni novanta del XX secolo, durante la quale vennero distrutte tutte le fabbriche presenti in città per via delle convinzione che gli americani le avrebbero ricostruite a nuovo (ancora oggi non ricostruite), si fece sentire con tutta la sua forza in città.
Fu la prima città a dare vita alla rivolta contro il regime comunista di Ramiz Alia durante la partita Besa Kavajë - Partizani tra il 25 e il 26 marzo del 1990. Infatti fino al 2019 la circoscrizione elettorale dell'ex presidente ed ex premier albanese, Sali Berisha, era espressione del centro-destra.

## Cultura
Museo
- Museo Etnografico[3]
- Casa museo Ismail Quemali[4]

Monumenti
- Torre dell'Orologio
- Castello di Turra
- Fortezza di Bashtovë, nell'entroterra a 4 km dalla costa adriatica

## Luoghi di Culto
Moschea
- Moschea Kubelie[5]

Chiesa
- Chiesa di San Parasceve, un tempo cattolica e ora ortodossa

## Economia
Kavaja è una città in cui il ruolo economico principale è svolto dal turismo, soprattutto durante l'estate con le spiagge di Karpen e Plazhi Gjeneralit , in cui si ritiene che sia visitata da circa 400.000 turisti. Altri ricavi provengono prevalentemente dall'agricoltura, fortemente influenzata dal paesaggio (aree Myzeqe e zone dell'Alto Shkumbini). L'industria è meno sviluppata e si concentra solo sull'estrazione di gas naturale a Sinaballaj. Importante l'apporto economico proveniente dagli immigrati.

## Infrastrutture e trasporti
Kavajë è attraversata dalla strada statale 4 che unisce il porto di Durazzo al sud dell'Albania e alla frontiera con la Grecia.

## Società

### Religione
La popolazione di Kavajë si divide prevalentemente in due gruppi: Musulmani e Cristiano Ortodossi. La popolazione musulmana nominalmente occupa 3/4 della popolazione. Il restante 1/4 è occupato dai Cristiano Ortodossi.

## Cinema
La città ha dato i natali all'attore Aleksander Moisiu e al generale Spiro Moisiu, padre dell'ex presidente della Repubblica, Alfred Moisiu.

## Sport

### Calcio
La città vanta un club calcistico nella seconda divisione albanese, la Kategoria inferiore, il KS Besa Kavajë.